# 中庭健介
中庭 健介（なかにわ けんすけ、英語: Kensuke Nakaniwa, 1981年10月15日 - ）は、日本の元フィギュアスケート選手(男子シングル)。2008年、2009年オンドレイネペラメモリアル優勝。2009-2010シーズン日本スケート連盟特別強化選手。
現在は、MFアカデミーのヘッドコーチとして、後進の指導にあたっている。

## 人物
福岡市出身。血液型はO型、福岡大学卒業。
4回転トウループを得意とし、「4回転跳べなくなったら、もうフィギュアスケートやめます」と言うほどの自信を持っている。一方、アクセルは苦手としている。

## 経歴
自宅近くに香椎アイススケートセンターがあったことがきっかけでスケートを始めた。小学2年でスケート教室に入った後、石原美和の誘いを受けて小学3年から競技に取り組み始める。
2005-2006シーズンは、トリノオリンピックを目前に控えているにもかかわらず、前年度の世界ランキング36位以内に入れなかったためグランプリシリーズへの出場を逃した。ゴールデンスピンに出場した際、鈴木明子に帯同していた長久保裕と石原美和にアドバイスを受けたことがきっかけで、2人の指導を受けるようになった。
2007-2008シーズンの全日本選手権では、ショートプログラム終了時点で3位につけ、3枠の世界選手権出場枠が手の届くところまで来ていた。しかしフリースケーティングで南里康晴に逆転され、わずか0.87点差の4位で2008年世界選手権出場を逃した。
2008-2009シーズン、唯一出場した国際スケート連盟主催大会中国杯で記録したスコアはシーズンベストランキング59位にとどまり、また世界ランキングも24位以内から陥落したことから翌シーズンのグランプリシリーズ出場機会を失った一方、オンドレイネペラメモリアルにて国際大会初優勝を飾った。
2011年に引退。現在は指導者として活躍している。

## 指導者として
現役引退後、福岡県福岡市のパピオアイスアリーナを拠点に指導者としてのキャリアを積む。
2021年春、千葉県船橋市にある三井不動産アイスパーク船橋を練習拠点としたMFアカデミー開校にあたり、ヘッドコーチとして招聘される。

### 主な担当選手
- 中井亜美
- 渡辺倫果
- 中田璃士
- 周藤集

## 主な戦績

### 2002-2003シーズン以降
| 大会/年                    | 2002-03 | 2003-04 | 2004-05 | 2005-06 | 2006-07 | 2007-08 | 2008-09 | 2009-10 | 2010-11 |
| -------------------------- | ------- | ------- | ------- | ------- | ------- | ------- | ------- | ------- | ------- |
| 四大陸選手権               | 11      |         | 8       | 6       | 8       | 12      |         |         |         |
| 全日本選手権               | 3       | 6       | 2       | 3       | 5       | 4       | 6       | 12      | 9       |
| GP中国杯                   |         |         |         |         | 5       |         | 10      |         |         |
| GPエリック杯               |         |         |         |         |         | 7       |         |         |         |
| GPNHK杯                    |         | 11      | 8       |         |         | 8       |         |         |         |
| GPロシア杯                 | 8       | 10      |         |         |         |         |         |         |         |
| GPスケートアメリカ         | 10      |         |         |         |         |         |         |         |         |
| NRW杯                      |         |         |         |         |         |         | 5       |         | 6       |
| メラーノ杯                 |         |         |         |         |         |         |         | 7       |         |
| ウィンターゲームズNZ       |         |         |         |         |         |         |         | 1       |         |
| オンドレイネペラメモリアル |         |         |         |         |         |         | 1       | 1       |         |
| ゴールデンスピン           |         |         |         | 7       |         |         |         |         |         |
| 冬季アジア大会             |         |         |         |         | 3       |         |         |         |         |
| 冬季ユニバーシアード       | 3       |         | 4       |         |         |         |         |         |         |

### 2001-2002シーズンまで
| 大会/年              | 1997-98 | 1998-99 | 1999-00 | 2000-01 | 2001-02 |
| -------------------- | ------- | ------- | ------- | ------- | ------- |
| 全日本選手権         |         |         | 9       | 5       | 4       |
| 冬季ユニバーシアード |         |         |         | 9       |         |
| 世界Jr.選手権        |         |         | 13      |         |         |
| 全日本Jr.選手権      |         | 2       | 2       | 3       |         |
| JGP SBC杯            |         |         | 8       |         |         |
| JGPモントリオール杯  |         |         | 3       |         |         |
| JGP中国杯            |         | 10      |         |         |         |
| JGPソフィア杯        |         | 10      |         |         |         |
| JGP B.シュベルター杯 | 13      |         |         |         |         |

### 詳細
| 2010-2011 シーズン       |                                              |          |          |          |
| 開催日                   | 大会名                                       | SP       | FS       | 結果     |
| 2010年12月24日 - 27日    | 第79回全日本フィギュアスケート選手権（長野） | 10 62.09 | 7 129.43 | 9 191.52 |
| 2010年11月30日 - 12月5日 | 2010年NRW杯（ドルトムント）                  | 6 59.39  | 5 121.50 | 6 180.89 |

| 2009-2010 シーズン  |                                                     |         |           |           |
| 開催日              | 大会名                                              | SP      | FS        | 結果      |
| 2009年12月25日-26日 | 第78回全日本フィギュアスケート選手権（門真）        | 8 68.52 | 18 100.62 | 12 169.14 |
| 2009年11月14日-15日 | 2009年メラーノ杯（メラーノ）                        | 8 55.81 | 6 111.35  | 7 167.16  |
| 2009年11月6日-7日   | 2009年オンドレイネペラメモリアル（ピエシュチャニ）  | 3 63.35 | 1 123.68  | 1 187.03  |
| 2009年8月29日-30日  | ウィンター・ゲームズ ニュージーランド（ダニーデン） | 1 62.67 | 1 126.91  | 1 189.58  |

| 2008-2009 シーズン      |                                                    |         |           |           |
| 開催日                  | 大会名                                             | SP      | FS        | 結果      |
| 2008年12月25日-27日     | 第77回全日本フィギュアスケート選手権（長野）       | 7 67.80 | 6 116.38  | 6 184.18  |
| 2008年12月4日-7日       | 2008年NRW杯（ドルトムント）                        | 4 59.96 | 4 125.46  | 5 185.42  |
| 2008年11月22日-11月23日 | 2008年オンドレイネペラメモリアル（ブラチスラヴァ） | 4 54.87 | 1 118.75  | 1 173.62  |
| 2008年11月5日-9日       | ISUグランプリシリーズ 中国杯（北京）               | 7 61.90 | 11 103.04 | 10 164.94 |

| 2007-2008 シーズン     |                                                      |          |           |           |
| 開催日                 | 大会名                                               | SP       | FS        | 結果      |
| 2008年2月11日-17日     | 2008年四大陸フィギュアスケート選手権（高陽）         | 11 55.82 | 12 111.55 | 12 167.37 |
| 2007年12月26日-28日    | 第76回全日本フィギュアスケート選手権（大阪）         | 3 71.30  | 4 127.64  | 4 198.94  |
| 2007年11月28日-12月2日 | ISUグランプリシリーズ NHK杯（仙台）                  | 7 63.70  | 9 117.00  | 8 180.70  |
| 2007年11月15日-18日    | ISUグランプリシリーズ エリック・ボンパール杯（パリ） | 5 62.70  | 7 114.91  | 7 177.61  |

| 2006-2007 シーズン   |                                                              |         |          |          |
| 開催日               | 大会名                                                       | SP      | FS       | 結果     |
| 2007年2月7日-10日    | 2007年四大陸フィギュアスケート選手権（コロラドスプリングス） | 9 55.34 | 6 121.69 | 8 177.03 |
| 2007年1月28日-2月4日 | 第6回アジア冬季競技大会（長春）                              | 4 59.03 | 3 120.10 | 3 179.13 |
| 2006年12月27日-29日  | 第75回全日本フィギュアスケート選手権（名古屋）               | 6 68.25 | 5 132.83 | 5 201.08 |
| 2006年11月9日-12日   | ISUグランプリシリーズ 中国杯（南京）                         | 6 60.73 | 6 122.01 | 5 182.74 |

| 2005-2006 シーズン  |                                                              |         |          |          |
| 開催日              | 大会名                                                       | SP      | FS       | 結果     |
| 2006年1月23日-29日  | 2006年四大陸フィギュアスケート選手権（コロラドスプリングス） | 5 63.29 | 7 113.90 | 6 177.19 |
| 2005年12月23日-25日 | 第74回全日本フィギュアスケート選手権（東京）                 | 3 71.50 | 4 129.12 | 3 200.62 |
| 2005年11月10日-13日 | 2005年ゴールデンスピン（ザグレブ）                           | 5 51.51 | 9 100.32 | 7 151,83 |

| 2004-2005 シーズン  |                                                |         |           |          |
| 開催日              | 大会名                                         | SP      | FS        | 結果     |
| 2005年2月14日-20日  | 2005年四大陸フィギュアスケート選手権（江陵）   | 7 56.71 | 10 105.90 | 8 162.61 |
| 2005年1月12日-22日  | ユニバーシアード冬季競技大会（インスブルック） | 8       | 3         | 4        |
| 2004年12月24日-26日 | 第73回全日本フィギュアスケート選手権（横浜）   | 3 63.89 | 2 127.50  | 2 191.39 |
| 2004年11月4日-7日   | ISUグランプリシリーズ NHK杯（名古屋）          | 6 61.01 | 7 120.26  | 8 181.27 |

| 2003-2004 シーズン  |                                              |          |          |           |
| 開催日              | 大会名                                       | SP       | FS       | 結果      |
| 2003年12月25日-26日 | 第72回全日本フィギュアスケート選手権（長野） | 7        | 6        | 6         |
| 2003年11月27日-30日 | ISUグランプリシリーズ NHK杯（旭川）          | 9 61.85  | 11 83.44 | 11 145.29 |
| 2003年11月20日-23日 | ISUグランプリシリーズ ロシア杯（モスクワ）   | 11 50.43 | 10 96.16 | 10 146.59 |

| 2002-2003 シーズン  |                                                      |    |    |      |
| 開催日              | 大会名                                               | SP | FS | 結果 |
| 2003年2月10日-16日  | 2003年四大陸フィギュアスケート選手権（北京）         | 7  | 12 | 11   |
| 2003年1月15日-26日  | ユニバーシアード冬季競技大会（タルヴィジオ）         | 2  | 3  | 3    |
| 2002年12月19日-22日 | 第71回全日本フィギュアスケート選手権（京都）         | 4  | 3  | 3    |
| 2002年11月21日-24日 | ISUグランプリシリーズ ロシア杯（モスクワ）           | 8  | 7  | 8    |
| 2002年10月23日-27日 | ISUグランプリシリーズ スケートアメリカ（スポケーン） | 11 | 10 | 10   |

| 2001-2002 シーズン  |                                              |    |    |      |
| 開催日              | 大会名                                       | SP | FS | 結果 |
| 2001年12月21日-23日 | 第70回全日本フィギュアスケート選手権（大阪） | 7  | 3  | 4    |
| 2001年2月10日-15日  | ユニバーシアード冬季競技大会（ザコパネ）     | 5  | 10 | 9    |
| 2000年12月8日-10日  | 第69回全日本フィギュアスケート選手権（長野） | 6  | 5  | 5    |

| 1999-2000 シーズン    |                                                                  |          |      |    |    |      |
| 開催日                | 大会名                                                           | クラス   | 予選 | SP | FS | 結果 |
| 2000年3月5日-12日     | 2000年世界ジュニアフィギュアスケート選手権（オーベルストドルフ） | ジュニア | 7    | 9  | 16 | 13   |
| 1999年12月24日-26日   | 第68回全日本フィギュアスケート選手権（福岡）                     | シニア   | -    | 9  | 9  | 9    |
| 1999年11月19日-21日   | ISUジュニアグランプリ SBC杯（長野）                              | ジュニア | -    | 11 | 8  | 8    |
| 1999年9月29日-10月3日 | ISUジュニアグランプリ モントリオール杯（モントリオール）         | ジュニア | -    | 5  | 3  | 3    |

| 1998-1999 シーズン  |                                              |          |    |    |      |
| 開催日              | 大会名                                       | クラス   | SP | FS | 結果 |
| 1999年4月7日-11日   | 1999年トリグラフトロフィー（イェセニツェ）   | ジュニア | 2  | 5  | 4    |
| 1998年10月20日-25日 | ISUジュニアグランプリ 中国（北京）           | ジュニア | 12 | 9  | 10   |
| 1998年9月17日-20日  | ISUジュニアグランプリ ソフィア杯（ソフィア） | ジュニア | 7  | 11 | 10   |

| 1997-1998 シーズン |                                                              |          |    |    |      |
| 開催日             | 大会名                                                       | クラス   | SP | FS | 結果 |
| 1997年10月8日-11日 | ISUジュニアシリーズ ブラオエン・シュベルター杯（ケムニッツ） | ジュニア |    |    | 13   |

## プログラム使用曲
| シーズン  | SP | FS | EX |
| --------- | --- | --- | --- |
| 2009-2010 | レイエンダ 演奏：ヴァネッサ・メイ                                                                           | 映画『ブレイブハート』サウンドトラック 作曲：ジェームズ・ホーナー 四季 作曲：アントニオ・ヴィヴァルディ | |
| 2008-2009 | 映画『ニュー・シネマ・パラダイス』サウンドトラック                                                          | 映画『ブレイブハート』サウンドトラック 作曲：ジェームズ・ホーナー                                       | ユア・ビューティフル 歌：ジェームス・ブラント |
| 2007-2008 | サラバンド 演奏：マクシム・ムルヴィツァ 振付：デヴィッド・ウィルソン                                        | 映画『ブレイブハート』サウンドトラック 作曲：ジェームズ・ホーナー 振付：デヴィッド・ウィルソン          | Cerezo Rosa 演奏：ペレス・プラード 振付：宮本賢二                                                                                                |
| 2006-2007 | アランフェス協奏曲 作曲：ホアキン・ロドリーゴ 振付：阿部奈々美                                              | 映画『ふたりでスロー・ダンスを』サウンドトラック 作曲：ビル・コンティ 振付：アレクサンドル・ズーリン    | 映画『ロミオ+ジュリエット』サウンドトラック 作曲：Des'ree 振付：中庭健介映画『LIMIT OF LOVE 海猿』サウンドトラック 作曲：佐藤直紀 振付：中庭健介 |
| 2005-2006 | サラバンド 演奏：マクシム・ムルヴィツァ 作曲：ゲオルク・フリードリヒ・ヘンデル 振付：デヴィッド・ウィルソン | 映画『ロード・オブ・ザ・リング』サウンドトラック 作曲：ハワード・ショア 振付：デヴィッド・ウィルソン    | 映画『ロミオ+ジュリエット』サウンドトラックより「Kissing You」 作曲：Des'ree 振付：中庭健介                                                      |
| 2004-2005 | 『四季』より「冬」 作曲：アントニオ・ヴィヴァルディ                                                         | 映画『ロード・オブ・ザ・リング』サウンドトラック 作曲：ハワード・ショア 振付：デヴィッド・ウィルソン    | 映画『ウォーターボーイズ』サウンドトラック 作曲：佐藤直紀                                                                                        |
| 2003-2004 | ロミオとジュリエット 作曲：ピョートル・チャイコフスキー                                                     | 映画『ロード・オブ・ザ・リング』サウンドトラック 振付：ロバート・ダウ、岩本英嗣                         | |
| 2002-2003 | サマー | コーニッシュ・ラプソディ 作曲：Hubert Bath                                                              | 伝説のチャンピオン |
| 2001-2002 | ロメオとジュリエット 作曲：ピョートル・チャイコフスキー                                                     | 映画『ゲティスバーグの戦い 南北戦争 運命の3日間』サウンドトラック 作曲：ランディ・エデルマン            | |
| 1998-1999 | | ドン・キホーテ                                                                                          | |
| 1996-1997 | 泥棒とかささぎ                                                                                              | - | - |